# Нарцис (митология)
Вижте пояснителната страница за други значения на Нарцис.
Тази статия е за героя от древногръцката митология. За цветето вижте Нарцис (цвете).
Нарцис е един от най-ярките образи в древногръцката митология, красив юноша от областта Беотия (в централната част на съвременна Гърция, на ок. 100 km от столицата й Атина). Името му е станало нарицателно и символизира гордост и самовлюбеност. Зигмунд Фройд пръв използва термина нарцисизъм в психологията, като смята, че в известна доза обозначаваната с него склонност е присъща на всеки човек от самото му раждане.

## Легенда за Нарцис
Според легендите за него, Нарцис е  син на речния бог Кефис и нимфата Лириопа (която може да е била наричана и Лавриона). На родителите му е предречено от прорицателя Тирезий, че тяхното дете ще доживее до дълбока старост, ако никога не види никога лицето си.

Нарцис става много красив младеж, обожаван от жените, но останал безразличен към тях. Когато в него се влюбва нимфата Ехо, той жестоко я отблъсква. За последвалото има три версии. Според една от тях, отхвърлените му ухажорки му отмъщават с помощта на Немезида, богинята на отмъщението, която веднъж, когато той се връща от лов, му внушава да погледне отражението си върху водна повърхност и с това да предизвика смъртта си. Той се влюбва в собствения си образ и така се захласва по него, че опитвайки се да го целуне се удавя. Според другата версия, един от херувимите (ангелите на любовта) е влюбен в Ехо и решава да накаже Нарцис за страданията й, като го накара да се влюби в собственото си отражение. В третия вариант самата нимфа го проклина, уповавайки се на Афродита, богинята на любовта, с думите: 
| „ | Дано да се влюбиш и ти някой ден и тази, която обикнеш, да ти отвърне със същото, което стори на мен | “ |

Афродита чува нейните молби, като лицето което обиква е неговото собствено, видяно от Нарцис на повърхността на бисерно чистата речна вода. Така че той умира от любов по себе си. На лобното му място порастват красиви бели и жълти цветя, станали известни като нарциси.